# دخان بلا نار (فلم)
دخان بلا نار (بالإنجليزية: Beirut Open City) هو فيلم درامي تم إنتاجه في لبنان وصدر في سنة 2008.

## القصة
بيروت, ما بعد الحرب الأهلية وصولاً لاغتيال رئيس الوزراء السابق رفيق الحريري. يرتكز الفيلم على ثلاث قصص محورية تبدو في البدء غير مترابطة لتتشابك أخيراً بعد تصاعد الأحداث. تُستهل بخالد, المخرج المصري الذي يصور فيلماً عن الحريات المقموعة في العالم العربي. الثانية تتناول الصراع العشائري الذي ما يزال دائراً, والأخيرة تعرض لنا ليل بيروت البعيد عن الهدوء والسكينة. يذكر أنه لا ينصح بمشاهدة الفيلم لمن هم دون عمر الثمانية عشر عاماً.

## طاقم التمثيل
- خالد النبوي
- سيرين عبد النور
- رودني حداد
- سعد حمدان
- علي الزين
- رودي قليعاني
- ديامان بو عبود[2]

## وصلات خارجية
- دخان بلا نار على موقع IMDb (الإنجليزية)
- دخان بلا نار على موقع قاعدة بيانات الأفلام العربية
- دخان بلا نار على موقع Turner Classic Movies (الإنجليزية)
- دخان بلا نار على موقع أول موفي (الإنجليزية)
- دخان بلا نار على موقع قاعدة بيانات الفيلم (الإنجليزية)
- دخان بلا نار على موقع ليتربوكسد (الإنجليزية)
- دخان بلا نار على موقع كينوبويسك (الروسية)